# Distrito electoral E (Nebraska)
El distrito electoral E (en inglés: Precinct E) es un distrito electoral ubicado en el condado de Seward en el estado estadounidense de Nebraska. En el Censo de 2010 tenía una población de 1020 habitantes y una densidad poblacional de 10,93 personas por km².

## Geografía
El distrito electoral E se encuentra ubicado en las coordenadas 40°55′27″N 97°18′8″O / 40.92417, -97.30222. Según la Oficina del Censo de los Estados Unidos, el distrito electoral E tiene una superficie total de 93.36 km², de la cual 93.07 km² corresponden a tierra firme y (0.31%) 0.29 km² es agua.

## Demografía
Según el censo de 2010, había 1020 personas residiendo en el distrito electoral E. La densidad de población era de 10,93 hab./km². De los 1020 habitantes, el distrito electoral E estaba compuesto por el 98.33% blancos, el 0.2% eran afroamericanos, el 0.2% eran amerindios, el 0.78% eran asiáticos, el 0.1% eran de otras razas y el 0.39% pertenecían a dos o más razas. Del total de la población el 1.18% eran hispanos o latinos de cualquier raza.